# Gascoyne River

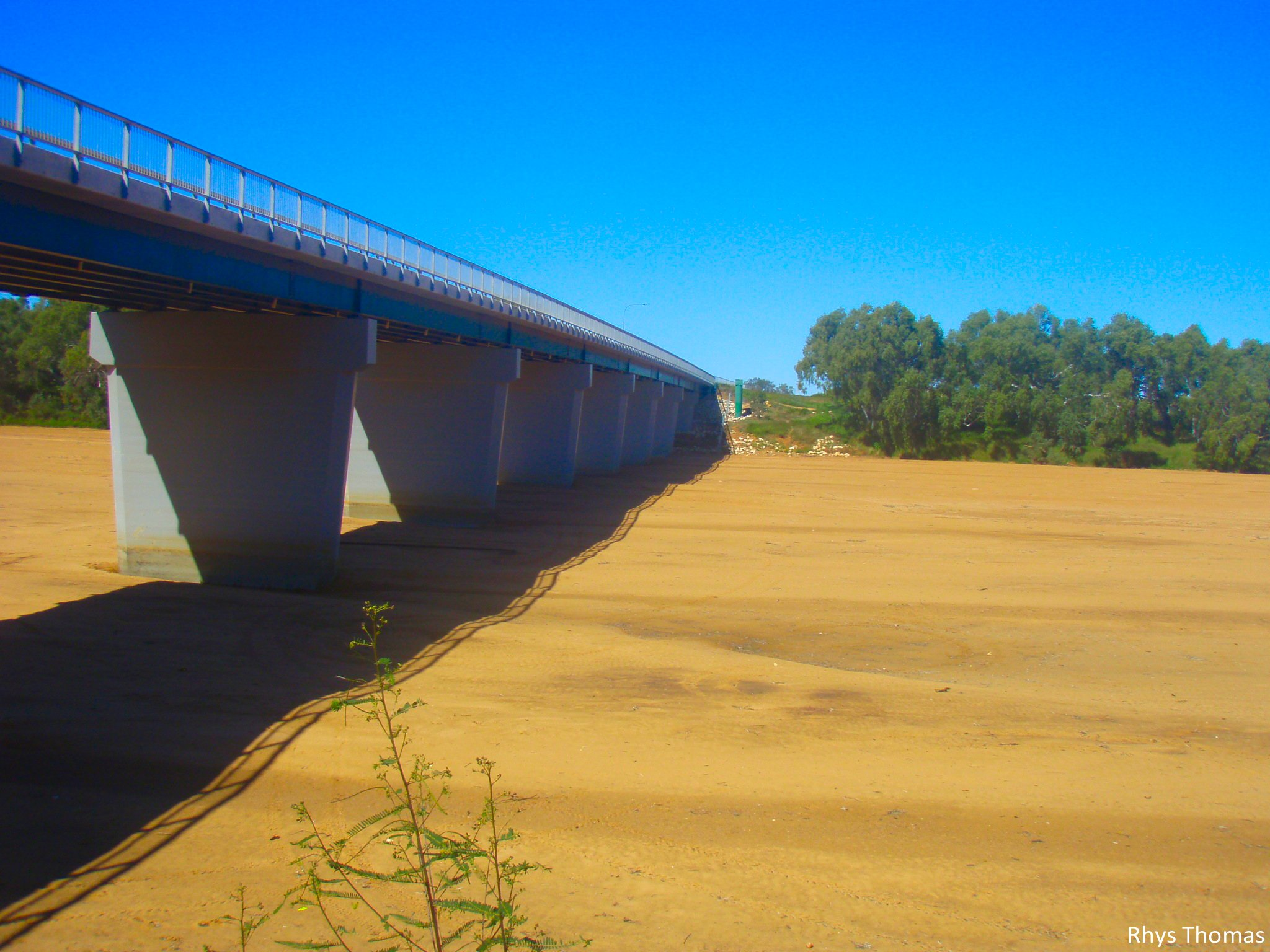
Gascoynes flodbädd nära Carnarvon, för tillfället utan vatten.

Gascoyne River är den längsta floden i Western Australia, 865 km lång. 